# Grjada Bar’ernaja
Grjada Bar’ernaja (englische Transkription von russisch Гряда Барьерная Grjada Barjernaja, deutsch ‚Barrieregrat‘) ist ein Gebirgskamm im ostantarktischen Mac-Robertson-Land. Er ragt in den Prince Charles Mountains auf.
Russische Wissenschaftler nahmen seine Benennung vor.